# Fernando Reges
Fernando Francisco Reges (Alto Paraíso, 25 de julho de 1987) foi um futebolista brasileiro que atuava como volante ou zagueiro.

## Carreira

### Início no Vila Nova
Começou a sua carreira no futebol brasileiro pelo Vila Nova, onde começou a mostrar o seu talento, tendo feito 57 jogos e marcado três gols, conseguindo conquistar o Campeonato Goiano de 2005. O jogador já afirmou que o Tigre é o seu time de coração.

### Porto
Chegou ao Porto em junho de 2007, sendo emprestado ao Estrela da Amadora para a temporada 2007–08. No Estrela da Amadora, as suas exibições convenceram bastante. Fernando atuou em 31 partidas e marcou um gol.

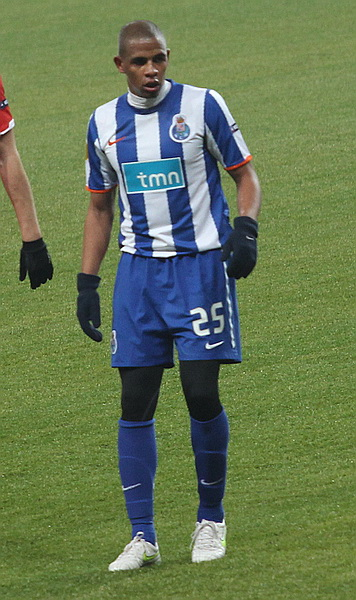
Fernando atuando pelo Porto em 2010

Após retornar ao Porto, foi conquistando espaço na equipe ao longo do tempo, tendo um papel importante em algumas conquistas dos "azuis e brancos". Ao lado de Nemanja Matić e João Moutinho, chegou a ser considerado um dos melhores volantes a atuar na Primeira Liga nas temporadas de 2012–13 e 2013–14.
Na sua passagem por Portugal, conquistou com os Dragões quatro Supertaças de Portugal, quatro campeonatos nacionais, três Taças de Portugal e uma Liga Europa da UEFA. No total, marcou seis gols em 237 jogos.

### Manchester City

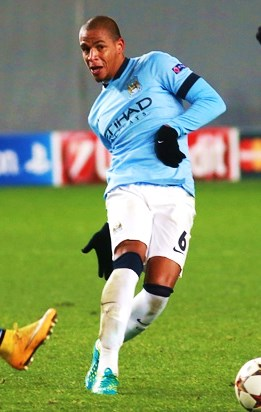
Fernando atuando pelo Manchester City em 2014

No dia 26 de junho de 2014, foi contratado pelo Manchester City.
Pelo time inglês, o brasileiro esteve presente na campanha vitoriosa do time na Copa da Liga Inglesa de 2015–16, seu único título no time de Manchester. Seguiu suas duas primeiras temporadas jogando bastante, mas tendo que conviver com algumas lesões no decorrer dessas épocas.
Em sua última temporada pelos Citizens, o sul-americano atuou em apenas 15 partidas pela Premier League de 2016–17, e optou por sair do clube assim que a temporada tivesse chegasse ao fim.

### Galatasaray
Após uma passagem sem muito destaque pelos Citizens, no dia 4 de agosto de 2017 transferiu-se para o Galatasaray, da Turquia.
Em sua primeira temporada pelo clube turco, o brasileiro conseguiu marcar dois gols. O primeiro contra o Akhisarspor e o segundo contra o Beşiktaş, ambos válidos pela Süper Lig. Ainda que tivesse tido esses bons momentos, o jogador novamente passou por uma lesão (agora no joelho) que o deixou de fora de nove partidas na temporada.
Na sua segunda, e última temporada pelo Galatasaray, o volante teve mais destaque, ainda que tivesse tido mais lesões do que na temporada anterior. Seu principal jogo, aconteceu novamente contra o Beşiktaş. Na partida em questão, o jogador marcou um gol e deu uma assistência na vitória por 2–0 do time de Istambul.
Ao final de sua passagem pela Turquia, o brasileiro conquistou três troféus: dois vezes campeão do Campeonato Turco (2017–18 e 2018–19) e uma vez campeão da Copa da Turquia na temporada 2018–19. Após as boas atuações, ele chamou a atenção do Sevilla, que o convidou para jogar a La Liga na temporada seguinte.

### Sevilla
Em julho de 2019, o volante foi anunciado pelo clube da cidade de Sevilha. Fernando assinou contrato com o time espanhol por três temporadas. A transferência foi algo em torno de 4,50 milhões de euros.
Atuando pelo clube espanhol, o brasileiro conquistou duas vezes a Liga Europa da UEFA e tornou-se uma das principais figuras do time da Espanha, ainda que tivesse tido momentos no time interrompido por lesão no ano de 2020 e 2022.
Ainda em sua passagem pelo time espanhol, o jogador conquistou a marca de 100 jogos em 31 de outubro de 2021. Com isso, teve o seu contrato renovado em janeiro de 2022, assinando um novo vínculo válido até o fim da temporada 2023–24.
Todavia, antes mesmo da virada do ano para 2024, o jogador decidiu que rescindiria seu contrato com o clube espanhol para retornar ao Brasil. Na mesma época, alguns clubes brasileiros sondaram o volante para o início da temporada seguinte. Meses antes, em julho, Fernando já havia recebido uma proposta do Al-Ahli, da Arábia Saudita.

### Retorno ao Vila Nova
Aos 36 anos, teve a sua contratação anunciada pelo Vila Nova no dia 10 de janeiro de 2024, retornando ao clube que o revelou após 17 anos. No entanto, após atuar em apenas seis partidas, Fernando deixou o clube em fevereiro.

### Internacional
Foi anunciado como novo reforço do Internacional no dia 21 de fevereiro de 2024, assinando contrato até o fim de 2025. Marcou seu primeiro gol pela equipe no dia 13 de abril, na vitória por 2–1 contra o Bahia, válida pela primeira rodada do Campeonato Brasileiro. Nesse quase um ano e meio da passagem pelo Internacional marcou 3 gols e foi campeão estadual. Finalizou a sua passagem em acordo firmado em 12 de agosto de 2025 após lesão no joelho durante a partida contra o Fluminense, no estádio Beira-Rio, ainda nos primeiros minutos de jogo. Fernando chegou a tentar permanecer em campo, mas após fortes dores e dificuldades de locomoção, precisou ser substituído. Exames confirmaram a gravidade da lesão, o que acabou mudando completamente seu futuro no clube.

## Seleção Nacional
Em janeiro de 2013, o volante desejava ser convocado para a Seleção Brasileira pelo técnico Luiz Felipe Scolari. Como não foi chamado, Fernando pediu a nacionalidade portuguesa para poder atuar por Portugal, mas a sua participação na Copa do Mundo FIFA de 2014 no Brasil viria a ser negada pela FIFA, por considerarem que o jogador já havia atuado pela Seleção Brasileira Sub-20. Fernando, inclusive, foi campeão do Sul-Americano Sub-20 de 2007, realizado no Paraguai.

## Títulos
Vila Nova
- Campeonato Goiano: 2005

Porto
- Primeira Liga: 2008–09, 2010–11, 2011–12 e 2012–13
- Taça de Portugal: 2008–09, 2009–10 e 2010–11
- Supertaça Cândido de Oliveira: 2009, 2010, 2011 e 2012
- Liga Europa da UEFA: 2010–11

Manchester City
- Copa da Liga Inglesa: 2015–16

Galatasaray
- Süper Lig: 2017–18 e 2018–19
- Copa da Turquia: 2018–19

Sevilla
- Liga Europa da UEFA: 2019–20 e 2022–23

Internacional
- Campeonato Gaúcho: 2025

Seleção Brasileira
- Campeonato Sul-Americano Sub-20: 2007